# ロビナ・ムキマイヤール
ロビナ・ムキマイヤール(Robina Muqimyar、1986年7月3日 - )は、アフガニスタンの陸上競技選手、政治家。現在はカーブル在住。

## 経歴

### 陸上選手として
2004年にはアテネオリンピックに出場し、柔道競技に出場したフェレバ・ラザイーとともにアフガニスタン史上初の女性オリンピックとなった。彼女は女子100mに出場し、予選6組で14秒14の国内記録を打ち立てたものの8人中7位に終わり予選突破はならなかった。2008年に開催される北京オリンピックでは当初彼女は代表からは外れていたものの、出場予定だったマブーバ・アジャールがタリバンによる影響もありノルウェーへと政治亡命を行い、代わりに彼女が代表へと選ばれた。再び出場することになった100mだが、予選5組最下位であり出場した85名の中でも最下位の14秒80のタイムに終わった。
彼女は2度のオリンピックにおいて普通の陸上のユニフォームではなく、上はTシャツ、下は緑の長いトラックパンツで頭にはスカーフを巻いて出場した。

### 政治家として
2010年、アフガニスタン下院議員選挙に立候補したものの落選。2018年、下院議員選挙で当選を果たしたが、2021年のタリバーン攻勢により8月15日をもって職を失う。同日には首都が陥落しており（カーブル陥落）、彼女の安否は確認されていない。